# Richard Branson
Sir Richard Charles Nicholas Branson (ur. 18 lipca 1950 w Londynie) – brytyjski przedsiębiorca, miliarder, twórca obejmującej ponad 400 firm Virgin Group. W rankingu z roku 2016 magazyn Forbes wyceniał jego majątek na 4,9 miliardów dolarów.

## Życiorys

### Dzieciństwo
Branson urodził się w dzielnicy Blackheath w południowym Londynie, jako najstarszy syn adwokata Edwarda Jamesa Bransona (1918–2011) i Eve Huntley Branson (z domu Flindt) (1924–2021). Jego dziadek był sędzią Sądu Najwyższego. Pomimo rodzinnych tradycji prawniczych Branson nie poszedł śladami ojca i dziadka. Nie był dobrym uczniem, w czym na pewno nie pomagała mu dysleksja. Kilkunastokrotnie był wyrzucany ze szkół, jednak z czasem odkrył w sobie wyjątkową umiejętność zjednywania sobie ludzi.

### Kariera
Początkowo Branson miał dosyć nietypowe pomysły na biznes. Niestety ani sprzedaż świątecznych drzewek, ani papużek falistych nie zakończyły się sukcesem. Skuteczny okazał się dopiero kolejny pomysł. Branson zaczął działalność w przemyśle muzycznym. W kościelnej krypcie powstał jego magazyn „Student“. Pismo promowało popularne nagrania i natychmiast odniosło duży sukces. Do udzielenia wywiadów udało mu się nakłonić takie gwiazdy jak Mick Jagger czy John Lennon.
Jednak najpoważniejszą i najbardziej znaczącą decyzję Branson podjął w wieku 20 lat, kiedy to wspólnie z kolegami otworzył sklep muzyczny. Początkowo przyjęli model sprzedaży wysyłkowej, który pozwalał oferować płyty o kilkanaście procent taniej niż w tradycyjnych sklepach. Sklep został nazwany Virgin – był to pomysł jednego z pracowników, a odnosił się do tego, że Branson i jego koledzy byli „dziewicami w biznesie”. Dziś niemal wszystkie przedsiębiorstwa kontrolowane przez Bransona mają w nazwie słowo Virgin. Sklep odniósł potężny sukces i już wkrótce możliwe było otwarcie butiku muzycznego przy prestiżowej ulicy w Londynie – Oxford Street.
W 1971 roku Branson był przesłuchiwany w związku ze sprzedażą w sklepach Virgin płyt, które zostały zadeklarowane jako towar eksportowy. Sprawa nigdy nie trafiła do sądu, a Branson zgodził się opłacić należny podatek i grzywnę. Matka Bransona musiała zastawić rodzinny dom, by pomóc spłacić jego zobowiązania.
W 1972 roku Branson zainwestował zarobione pieniądze w wytwórnię płytową Virgin Records, którą założył z Nikiem Powellem. Zakupili także wiejską posiadłość, która została przerobiona na studio nagraniowe. Udostępniali je rozpoczynającym kariery muzykom, w tym Mike'owi Oldfieldowi, którego debiutancki album Tubular Bells (1973) był pierwszym wydawnictwem wytwórni i jej ogromnym sukcesem. Rozszedł się w nakładzie 5 mln egzemplarzy, dzięki czemu wytwórnia zarobiła ponad milion funtów.
W 1977 Virgin wsławiła się podpisaniem kontraktu z grupą Sex Pistols, która została stanowczo odrzucona przez innych wydawców. Był to kolejny sukces – ponad 5 milionów sprzedanych płyt. Wytwórnia jest także odpowiedzialna za przedstawienie szerszej publiczności takich awangardowych artystów jak Faust i Can. Wytwórnia Bransona stopniowo zdobywając uznanie w branży, podpisała z czasem kontrakty m.in. z: The Rolling Stones, Bryanem Ferrym, Simple Minds, Paulą Abdul, Steve’em Winwoodem, Janet Jackson, Genesis, Philem Collinsem, Peterem Gabrielem i wieloma innymi.
Kolejne jego przedsięwzięcie również okazało się dużym sukcesem. Branson w 1984 roku we współpracy z Randolphem Fieldsem założył linie lotnicze Virgin Atlantic Airways. Pierwsze loty odbywały się pomiędzy lotniskami Gatwick i Newark. Linie już w pierwszym roku działalności zaczęły przynosić zyski. Branson w swojej autobiografii w następujący sposób opisuje powody podjęcia decyzji o założeniu linii lotniczych:
Moje zainteresowanie życiem wynika z tego, że stawiam sobie wysokie, pozornie nieosiągalne wyzwania i staram się osiągnąć nawet więcej. Chcąc żyć w pełni, czułem, że muszę się tego podjąć.
Kryzysowym momentem w działalności linii okazał się być rok 1992, kiedy w celu ratowania linii lotniczych, Branson był zmuszony sprzedać EMI swoją wytwórnię za cenę 500 milionów funtów. Decyzja ta była dla niego wyjątkowo trudna, ponieważ to właśnie działalność w branży muzycznej była podstawą imperium Virgin. Później Branson założył V2 Records, dzięki czemu powrócił do przemysłu fonograficznego.
Rok po założeniu Virgin Atlantic Airways, Branson założył kolejną firmę – Virgin Holidays. Początkowo miała ona zajmować się jedynie sprzedażą biletów lotniczych, jednak szybko została przekształcona w biuro turystyczne. Z czasem oferta przedsiębiorstwa zaczęła się poszerzać, a dziś oferuje wycieczki w najdalsze zakątki świata, wakacje dla aktywnych i indywidualnie dostosowane wyjazdy dla najbardziej wymagających. Zdaniem zarówno ekspertów, jak i konsumentów, Virgin Holidays zostało w 2011 roku uznane za jedną z najsilniejszych marek w Wielkiej Brytanii.
Jak się okazało, standardowe linie lotnicze to jednak za mało dla Bransona, który 25 września 2004 roku, ogłosił podpisanie porozumienia, zgodnie z którym powstało Virgin Galactic. Przedsiębiorstwo to ma w niedalekiej przyszłości oferować suborbitalne loty kosmiczne, suborbitalne kosmiczne misje naukowe oraz umieszczanie na orbitach małych satelitów. W dalszych planach Virgin Galactic ma oferować również turystyczne loty kosmiczne.
Swoje niestandardowe i innowacyjne podejście do biznesu Branson pokazał także w 1999 roku, kiedy to powstało Virgin Mobile, pierwszy na świecie operator wirtualny. Przedsiębiorstwo nie posiada swojej własnej sieci, a jedynie na podstawie porozumienia wykorzystuje sieci innych operatorów. Dzisiaj Virgin Mobile udziela swojej marki sieciom działającym w 8 krajach i planuje dalszy rozwój.
W czerwcu 2006 roku, na podstawie doniesień Virgin Atlantic, urzędy odpowiedzialne za uczciwą konkurencję w USA i Wielkiej Brytanii podjęły śledztwo w sprawie zmowy cenowej pomiędzy Virgin Atlantic i British Airways. W sierpniu 2007 British Airways zostało ukarane grzywną w wysokości 271 milionów funtów. Virgin Atlantic dostało immunitet za ujawnienie informacji o nieprawidłowościach i nie zostało ukarane. Tej kontrowersyjnej decyzji Urząd Sprawiedliwego Handlu bronił, jako wydanej w interesie publicznym.
4 lipca 2006 roku, Branson za blisko miliard funtów sprzedał Virgin Mobile brytyjskiemu przedsiębiorstwu oferującemu usługi telewizyjne, internetowe i telefoniczne NTL:Telewest. Przedsiębiorstwo jest zobowiązane do wypłacania 8,5 miliona funtów rocznie za prawa do korzystania z marki Virgin. Branson został również największym udziałowcem spółki. Uruchomienie nowej działalności odbyło się przy dużym rozgłosie 8 lutego 2007, pod nazwą Virgin Media.
Branson od dawna deklarował zainteresowanie Formułą 1, jednak zastrzegał, że Virgin nie zainwestuje w ten sport, do czasu gdy nie zostanie stworzony jego bardziej ekonomicznie efektywny i przyjazny środowisku wizerunek. Stało się tak podczas rozpoczęcia sezonu 2009, kiedy to Virgin zostało sponsorem nowego zespołu Brawn GP. Pod koniec sezonu Branson zainwestował w zespół Manor Grand Prix i wykupił 80% udziałów, zmieniając jednocześnie nazwę na Virgin Racing.
Branson i Tony Fernandes, właściciel Air Asia i Lotus F1 Racing, założyli się podczas sezonu 2010 o to, który zespół osiągnie lepszy rezultat w rywalizacji. Przegrany miał pracować przez jeden dzień w liniach konkurenta przebrany za stewardesę. Fernandes wygrał zakład, jego zespół zajął 10 miejsce, a Virgin Racing zakończyło sezon na ostatnim, 12 miejscu.
W 2009 roku Branson postanowił rozpocząć działalność pod powierzchnią wody. Wtedy też powstało Virgin Oceanic. Ma ono zajmować się podwodną turystyką, ale także penetrowaniem najgłębszych otchłani oceanów. Wciąż trwają prace nad budową łodzi, która mogłaby umożliwić realizację tak ambitnych planów.

### Próby bicia rekordów świata
Richard Branson wielokrotnie próbował bić światowe rekordy. W 1985 śladami Blue Riband podjął próbę najszybszego przemierzenia Oceanu Atlantyckiego. Pierwsze podejście zakończyło się porażką i przewróceniem łodzi „Virgin Atlantic Challenger” na brytyjskich wodach. Akcja ratunkowa prowadzona przez RAF cieszyła się sporym zainteresowaniem mediów. Niektóre gazety wzywały Bransona do zwrotu kosztów przeprowadzenia akcji. Pierwsza porażka nie zniechęciła Bransona, w roku 1986 żeglując z ekspertem żeglarskim Danielem McCarthym na „Virgin Atlantic Challenger II“, pobili dotychczasowy rekord o dwie godziny.
W 1987 Branson zainteresował się lotami balonami na gorące powietrze (zbiegło się to w czasie z założeniem Virgin Balloon Flights – przedsiębiorstwa oferującego turystyczne loty balonami). Rok po sukcesie Virgin Atlantic Challenger II Branson przeleciał nad Atlantykiem balonem „Virgin Atlantic Flyer”. W styczniu 1991 roku powrócił do lotów – przeleciał balonem nad Pacyfikiem, od Japonii do Kanady, pokonując najdłuższy w historii lotów balonem dystans 10 800 km. Podczas tego lotu pobił także światowy rekord prędkości osiągając maksymalną prędkość 394 km/h.
Kolejny rekord Branson ustanowił podróżując przez kanał La Manche z Dover do Calais w pojeździe Gibbs Aquada. Zrobił to w czasie 1 godziny, 40 minut, 6 sekund – było to najszybsze przemierzenie kanału w pojeździe typu amfibia. Niedługo potem gospodarze programu Top Gear, Jeremy Clarkson, James May i Richard Hammond, podjęli nieudaną próbę pobicia rekordu Bransona. Zrobili to w pojeździe, który sami skonstruowali.

### Działalność charytatywna
Branson był pierwszym gościem Reserve Dinners, zbierając ponad 75 000 dolarów w ciągu jednego wieczora na rzecz fundacji charytatywnej Virgin Unite. Fundacja ta powstała we wrześniu 2004 z inicjatywy pracowników Virgin i samego Bransona. Virgin Unite skupia wolontariuszy z całej grupy Virgin oraz spośród setek jej współpracowników, by wesprzeć wysiłki mniejszych organizacji charytatywnych działających u podstaw.
9 lutego 2007 roku, Branson ogłosił ustanowienie nowej globalnej nagrody w dziedzinie nauki i technologii, której celem jest pobudzanie rozwoju technologicznego dla dobra ludzkości. The Virgin Earth Challenge to 25 milionów dolarów dla osoby, bądź zespołu, który przedstawi komercyjnie opłacalny projekt, skutkujący systematycznym, corocznym obniżeniem ilości gazów cieplarnianych przez okres co najmniej dziesięciu lat, bez wywoływania szkodliwych efektów ubocznych. Tego typu redukcja musi przynosić długofalowe rezultaty i znacząco oddziaływać na stabilizację klimatu.
W marcu 2008 Richard Branson był gospodarzem spotkania dotyczącego globalnego ocieplenia i problemów z nim związanych. Miało ono miejsce na jego prywatnej wyspie Necker Island na Karaibach. Brało w nim udział kilku znaczących przedsiębiorców, celebryci i światowi przywódcy. Wśród gości byli m.in.: były premier Wielkiej Brytanii Tony Blair, współzałożyciel Wikipedii Jimmy Wales oraz Larry Page z Google.
Branson zaangażował się również w problemy Kenii – w maju 2008 roku otworzył nową szkołę w Masai Mara. Jej powstanie zostało częściowo wsparte przez klientów Virgin Atlantic, którzy poświęcili swój czas by pomóc przy budowie szkoły.
8 maja 2009 Branson podjął strajk głodowy w proteście przeciwko usunięciu przez sudańskie władze sił pomocy humanitarnej z regionu Darfuru. Post zakończył po trzech dniach.

## Nagrody i wyróżnienia
- W 1993 roku Bransonowi przyznano honorowy tytuł doktorski na Uniwersytecie w Loughborough.
- W 2000 roku Branson otrzymał tytuł szlachecki nadany za zasługi dla przedsiębiorczości[20][21].
- Również w roku 2000 Branson otrzymał nagrodę Tony’ego Jannusa za swoje zasługi dla lotnictwa komercyjnego.
- Branson znalazł się na 85 miejscu listy 100 Największych Brytyjczyków (sponsorowanej przez BBC, tworzonej na podstawie publicznego głosowania). Znalazł się również w zestawieniu 100 Najbardziej Wpływowych Ludzi Świata magazynu Times (rok 2007). W 2009 roku został wskazany jako szef Marzeń w badaniu opinii Cancer Research UK.
- 7 grudnia 2007 roku Sekretarz Generalny ONZ Ban Ki-Moon przyznał Bransonowi nagrodę Obywatela Świata (Citizen of the World Award) za jego zaangażowanie w inicjatywy humanitarne i ekologiczne[22].
- 24 stycznia 2011, Branson otrzymał German Media Prize (organizowaną przez „Media Control Charts”). Wśród laureatów tej nagrody są między innymi Bill Clinton i Dalai Lama.
- 14 listopada 2011 Branson otrzymał nagrodę od ISTA – Międzynarodowego Stowarzyszenia Transportu Kosmicznego w Hadze, za swoje pionierskie osiągnięcia w rozwoju suborbitalnego systemu transportu, w ramach działalności Virgin Galactic[23].

## Odznaczenia
- Odznaka Rycerza Kawalera – ogłoszenie 1999[20], inwestytura 2020[21]
- FAA Commercial Space Astronaut Wings – Stany Zjednoczone, 2021[24]
- Universal Astronaut Insignia za lot suborbitalny (nr 24) – Stowarzyszenie Uczestników Lotów Kosmicznych (Association of Space Explorers(inne języki))[25]

## Książki
- Richard Branson - Losing My Virginity (autobiografia, 2 mln sprzedanych egzemplarzy do roku 2010)[26].
- Richard Branson - Kroki w nieznane. Autobiografia (Wydawnictwo Natalis 2008)
- Richard Branson - Zaryzykuj – zrób to! Lekcje życia (Wydawnictwo Natalis 2006)
- Des Dearlove - Biznes w stylu Richarda Bransona. 10 tajemnic twórcy megamarki (Regan Press 2009)